# Campionati europei di ciclocross 2009
I Campionati europei di ciclocross 2009, settima edizione della competizione, si disputarono a Hoogstraten, in Belgio, il 1º novembre 2009.

## Eventi
Domenica 1º novembre
- 11:00 Uomini Juniors
- 13:00 Donne
- 15:00 Uomini Under-23

## Medagliere
| Pos.   | Nazione     | Oro | Argento | Bronzo | Totale |
| ------ | ----------- | --- | ------- | ------ | ------ |
| 1      | Paesi Bassi | 1   | 1       | 1      | 3      |
| 2      | Francia     | 1   | 0       | 0      | 1      |
| 2      | Slovacchia  | 1   | 0       | 0      | 1      |
| 4      | Belgio      | 0   | 1       | 1      | 2      |
| 5      | Polonia     | 0   | 1       | 0      | 1      |
| 6      | Regno Unito | 0   | 0       | 1      | 1      |
| Totale | Totale      | 3   | 3       | 3      | 9      |

## Sommario degli eventi
| Eventi            | Oro                       | Tempo  | Argento                          | Tempo | Bronzo                              | Tempo |
| Uomini            |                           |        |                                  |       |                                     |       |
| Under-23 dettagli | Róbert Gavenda Slovacchia | 50'26" | Pawel Szczepaniak Polonia        | a 5"  | Tom Meeusen Belgio                  | a 8"  |
| Junior dettagli   | Emilien Viennet Francia   | 40'51" | Laurens Sweeck Belgio            | a 11" | Michiel van der Heijden Paesi Bassi | a 23" |
| Donne             |                           |        |                                  |       |                                     |       |
| Elite dettagli    | Marianne Vos Paesi Bassi  | 38'40" | Daphny van den Brand Paesi Bassi | a 37" | Helen Wyman Regno Unito             | a 42" |